# Eutrichota spinigerellus
Eutrichota spinigerellus este o specie de muște din genul Eutrichota, familia Anthomyiidae. A fost descrisă pentru prima dată de Malloch în anul 1920. Conform Catalogue of Life specia Eutrichota spinigerellus nu are subspecii cunoscute.